# 霍莱纳尔西普尔
霍莱纳尔西普尔（Holenarsipur），是印度卡纳塔克邦Hassan县的一个城镇。总人口27018（2001年）。

## 人口
该地2001年总人口27018人，其中男性13701人，女性13317人；0—6岁人口2977人，其中男1563人，女1414人；识字率72.93%，其中男性为77.91%，女性为67.80%。